# The National Health
Albums de Maxïmo Park
Quicken the Heart
(2009) Too Much Information
(2014)
Singles
1. Hips and Lips
Sortie : 4 juin 2012

The National Health est le quatrième album du groupe britannique Maxïmo Park, sorti en 2012 sur le label Warp.

## Liste des chansons
| No  | Titre                                     | Durée |
| --- | ----------------------------------------- | ----- |
| 1.  | When I Was Wild                           | 1:02  |
| 2.  | The National Health                       | 3:00  |
| 3.  | Hips and Lips                             | 3:32  |
| 4.  | The Undercurrents                         | 4:01  |
| 5.  | Write This Down                           | 3:14  |
| 6.  | Reluctant Love                            | 3:17  |
| 7.  | Until the Earth Would Open                | 3:17  |
| 8.  | Banlieue                                  | 2:51  |
| 9.  | This Is What Becomes of the Brokenhearted | 3:54  |
| 10. | Wolf Among Men                            | 2:55  |
| 11. | Take Me Home                              | 2:54  |
| 12. | Unfamiliar Places                         | 3:49  |
| 13. | Waves of Fear                             | 2:41  |